# پیتسوندا
پیتسوندا (به لاتین: Pitsunda) یک شهر در گرجستان است که در آبخاز واقع شده‌است.

## خواهرخوانده
شهر دیمیتروف خواهرخواندهٔ پیتسوندا هست.